# Kinga Gacka
Kinga Gacka (ur. 25 października 2001 w Gdańsku) – polska lekkoatletka, sprinterka, medalistka halowych mistrzostw świata w 2022.

## Osiągnięcia sportowe
Specjalizuje się w biegu na 400 metrów. Odpadła w półfinale tej konkurencji na mistrzostwach Europy juniorów młodszych w 2018 w Győr. Została sklasyfikowana na 18. miejscu na tym dystansie na igrzyskach olimpijskich młodzieży w 2018 w Buenos Aires. Odpadła w półfinale biegu na 400 metrów na mistrzostwach Europy juniorów w 2019 w Borås.
Wystąpiła w biegu eliminacyjnym sztafety 4 × 400 metrów na zawodach World Athletics Relays 2021 w Chorzowie (w finale sztafeta polska bez udziału Gackiej zajęła 2. miejsce). Zdobyła brązowy medal w sztafecie 4 × 400 metrów (która biegła w składzie: Natalia Wosztyl, Aleksandra Formella, Karolina Łozowska i Gacka) oraz zajęła 6. miejsce w finale biegu na 400 metrów na Młodzieżowych mistrzostwach Europy w 2021 w Tallinnie. Była powołana do sztafety 4 × 400 metrów na Igrzyska Olimpijskie w Tokio 2021, jednak ostatecznie nie wystąpiła w żadnym biegu.
Zdobyła brązowy medal w sztafecie 4 × 400 metrów (w składzie: Natalia Kaczmarek, Iga Baumgart-Witan, Gacka i Justyna Święty-Ersetic) na halowych mistrzostwach świata w 2022 w Belgradzie. 
Zdobyła brązowy medal halowych mistrzostw Polski w 2021 w biegu na 200 metrów. Poza tym zdobywała medale mistrzostw Polski w kategoriach juniorskich.

## Rekordy życiowe
- bieg na 200 metrów – 23,68 s (23 maja 2021, Bielsko-Biała)
- bieg na 200 metrów (hala) – 23,64 s (28 stycznia 2024, Toruń)
- bieg na 400 metrów – 52,03 s (20 czerwca 2024, Bydgoszcz)
- bieg na 400 metrów (hala) – 52,78 s (18 lutego 2024, Toruń)